# Solà d'Hortoneda
El Solà d'Hortoneda és el nom de dues solanes del terme municipal de Conca de Dalt, a l'antic terme d'Hortoneda de la Conca, al Pallars Jussà, en territori que havia estat del poble d'Hortoneda.
La primera es troba al nord-oest d'Hortoneda, a la dreta del barranc de la Masia i a sota i al sud-oest del Feixanc de Tomàs, al nord-est de la Font de l'Escolà.
La segona, a prop i al nord d'Hortoneda, a llevant de l'Horta d'Hortoneda i a ponent i al damunt del Camí del Bosc de Llania i del Camí vell d'Hortoneda a l'Espluga de Cuberes.
En el primer cas, forma una partida rural de 73,8268 hectàrees de matolls i terres improductives, amb algunes oliveres, zones de bosquina i pastures.